# Hattie McDanielová
Hattie McDanielová (10. června 1893 Wichita – 26. října 1952 Woodland Hills) byla americká herečka, písničkářka a komička. Získala Oscara za nejlepší ženský herecký výkon ve vedlejší roli za roli Mammy ve filmu Jih proti Severu (1939), a stala se tak první Afroameričankou, která získala Oscara.
Kromě účinkování v mnoha filmech nahrála McDanielová v letech 1926–1929 16 bluesových nahrávek (vydáno bylo 10) a byla rozhlasovou umělkyní a televizní hvězdou; byla první černoškou, která ve Spojených státech zpívala v rádiu. Objevila se ve více než 300 filmech, přestože ji v obsazení uvádí pouze 83.
McDaniel se během své kariéry potýkala s rasismem a rasovou segregací a nemohla se zúčastnit premiéry filmu Jih proti Severu v Atlantě, protože se konala v kině pouze pro bílé; a na slavnostním ceremoniálu Oscarů v Los Angeles seděla u odděleného stolu u stěn sálu; hotel Ambassador, kde se ceremoniál konal, byl také pouze pro bílé, ale McDanielové povolil výjimku. Když herečka v roce 1952 zemřela, její poslední přání – být pohřbena na hollywoodském hřbitově – bylo zamítnuto, protože hřbitov byl pouze na bělochy.
McDaniel má dvě hvězdy na hollywoodském chodníku slávy v Hollywoodu: jednu na 6933 Hollywood Boulevard za své vystupování v rozhlase, druhou na Vine Street 1719 za filmy. V roce 1975 byla uvedena do Síně slávy černých filmařů a v roce 2006 se stala první černou držitelkou Oscara oceněnou americkou poštovní známkou. V roce 2010 byla uvedena do síně slávy žen v Coloradu.